# Brie O’Reilly
Brie Joy O’Reilly (* 24. Januar 1998 in Langley, British Columbia, Kanada; zwischenzeitlich verheiratete King) ist eine kanadische Volleyballspielerin.

## Karriere

### Verein
O’Reilly begann im Alter von neun Jahren mit dem Volleyballspielen. Während ihrer Studienzeit spielte sie von 2015 bis 2019 bei den Trinity Western Spartans der Trinity Western University. Anfang September 2019 gab der deutsche Bundesligist Dresdner SC die Verpflichtung von O’Reilly als Ersatz für die am Pfeifferschen Drüsenfieber erkrankte Bryanna Weiskircher bekannt. Sie unterzeichnete beim Verein einen Einjahresvertrag. Mit dem Verein gelang ihr der Gewinn des DVV-Pokals. Nachdem die laufende Saison aufgrund der weltweiten COVID-19-Pandemie von der Deutschen Volleyball-Bundesliga am 12. März 2020, vor dem letzten Spieltag der Hauptrunde, für beendet erklärt worden war, einigte sich O’Reilly mit dem Dresdner SC auf die sofortige Vertragsauflösung. Sie wechselte sie in die Vereinigten Staaten und spielte 2021 in der Athletes Unlimited Pro League, ehe sie zur Saison 2021/22 zum französischen Erstligisten Béziers Volley wechselte.
Seit 2022 steht O’Reilly beim Sesc-RJ Flamengo in Rio de Janeiro unter Vertrag. Mit dem Verein gelang zwei Mal der Gewinn der Campeonato Carioca, der Meisterschaftsrunde des Bundesstaates Rio de Janeiro. Zudem gewann sie die Hauptrunde der brasilianischen Superliga 2023 und erreichte 2022 und 2023 jeweils das Play-off-Halbfinale der Superliga. 2024 gelang auch der Einzug in das Halbfinale des brasilianischen Pokals. O’Reilly wurde 2022/23 als beste Aufschlägerin in das All-Star-Team der brasilianischen Superliga gewählt. Nach der Saison 2023/24 gab der Verein den Abgang von O’Reilly bekannt.

### Nationalmannschaft
Im Juli 2019 wurde King für das Olympia-Qualifikationsturnier in Kaliningrad erstmals in das Aufgebot der Kanadische Volleyballnationalmannschaft der Frauen berufen. Mit dem Team nahm sie auch der NORCECA-Meisterschaft 2019 teil und gewann die Bronzemedaille, was auch 2021 und 2023 erneut gelang.

## Privates
Ihre Schwester ist die ehemalige Volleyballnationalspielerin Lauren O’Reilly.